# سهره دمگاه‌زرد
سِهره‌های دُمگاه‌زرد سرده‌ای از گنجشک‌سانان کوچک از خانوادهٔ سهرگان بومی اروپا و آفریقا و غرب آسیا هستند. معروف‌ترین گونهٔ این سرده قناری است.

## گونه‌ها
- سهره سرخ‌پیشانی Serinus pusillus
- سهره اروپایی
- سهره سوری Serinus syriacus
- قناری Serinus canaria
- سهره دماغه Serinus canicollis
- قناری کاکل‌زرد Serinus flavivertex
- سهره اتیوپی Serinus nigriceps
- قناری سرسیاه Serinus alario